# Elijahu Botschko

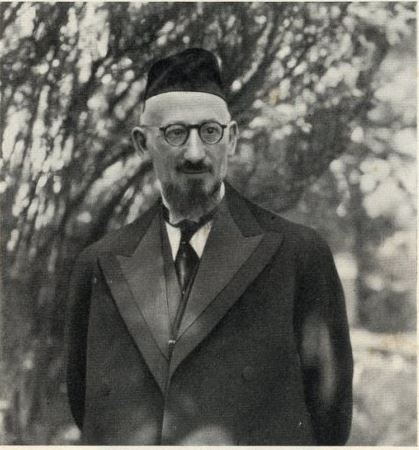
Elijahu Botschko (1930)

Jerachmiel Elijahu Botschko (hebräisch ירחמיאל אליהו בּוֹצ'קוֹ; geboren am 28. Januar 1888 in Chorzele, Russisches Kaiserreich, nach anderen Angaben 1892 (?) in Słobódka; gestorben am 12. Januar 1956 in Irland) war ein Schweizer Rabbiner. Er gründete 1927 die erste Jeschiwa (Talmudhochschule) in der Schweiz.

## Leben
Elijahu Botschko erhielt seine Ausbildung an den Talmudhochschulen von Łomża und Nowogrudok. Zur Zeit des Ersten Weltkriegs wanderte er nach Montreux aus, wo 1917 sein Sohn geboren wurde. Im Jahr 1927 gründete Botschko dort die Jeschiwa Etz Chaim (Lebensbaum), die 1928 in die «Villa Quisisana» verlegt wurde. Die erste Talmudhochschule des Landes war die einzige in Westeuropa, die zur Zeit des Nationalsozialismus Bestand hatte. Zu ihren Schülern gehörte André Neher. Im Zweiten Weltkrieg studierten zeitweise 120 junge Männer in Montreux. Nach dem Krieg kam Jechiel Jaakov Weinberg als Lehrer an die Jeschiwa.

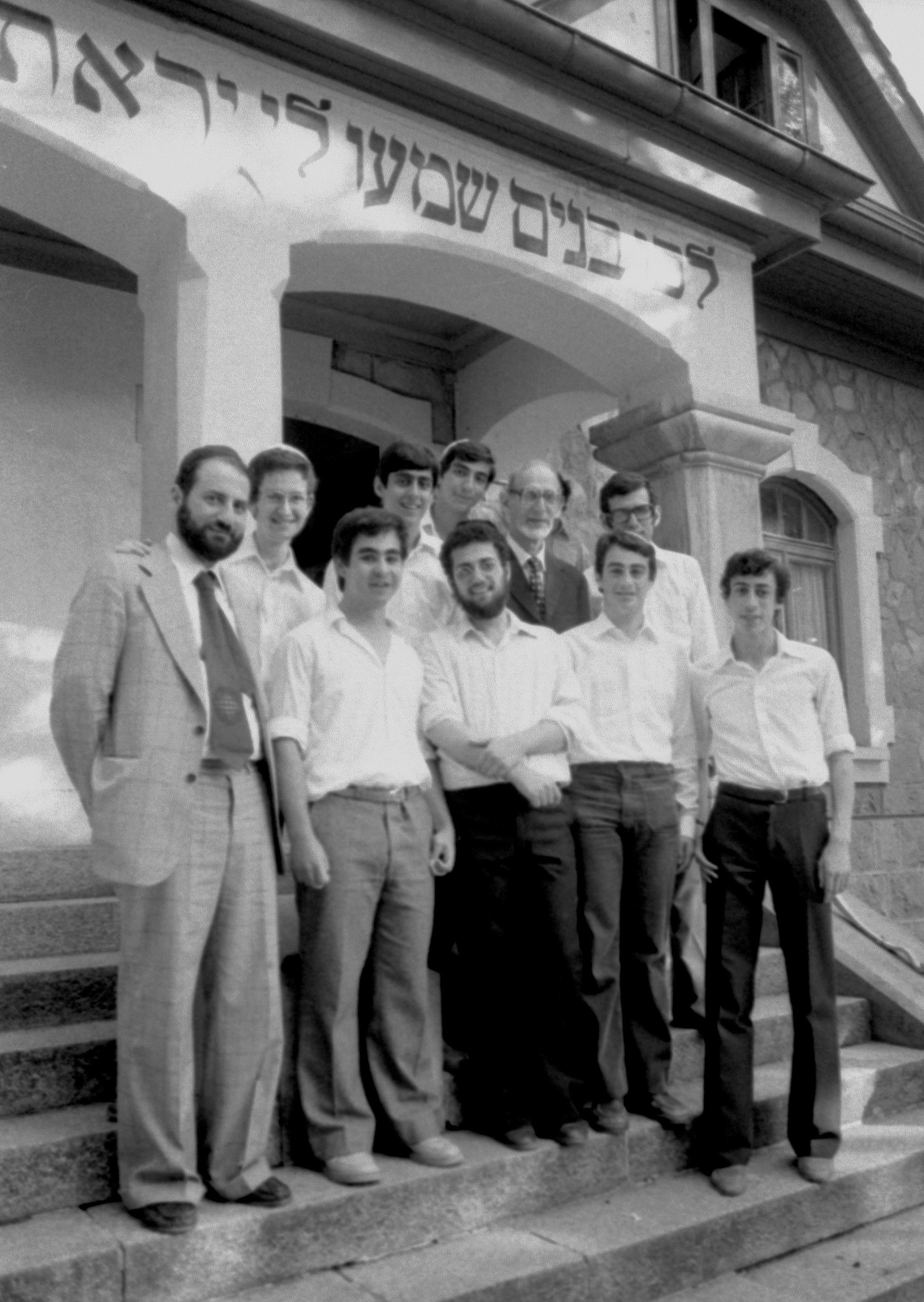
Die Jeschiwa «Etz Chaim», Mosche Botschko im dunklen Anzug, rechts neben ihm Saul David Botschko (1979)

Botschkos Wirken in Montreux hatte grosse Bedeutung für die Entwicklung der orthodoxen jüdischen Gemeinde in der Schweiz sowie in Westeuropa und prägte Generationen des frankophonen Judentums. Er war Mitglied des Zentralrats des orthodoxen Dachverbands Agudas Jisroel. Im Juli 1936 versuchte er bei Maxim Maximowitsch Litwinow, dem Volkskommissar für Auswärtige Angelegenheiten, eine Verbesserung der Situation für Rabbiner in der Sowjetunion zu erreichen.
Elijahu Botschko starb auf einer Reise in die Vereinigten Staaten in Irland. Sein Sohn Mosche Botschko übernahm die Leitung der Jeschiwa und verlegte sie 1985 nach Israel, wo er sie nach ihrem Gründer in «Heichal Elijahu» umbenannte. Sie wird mittlerweile von Botschkos Enkel Saul David (geboren 1953) geleitet.

## Familie
Botschko heiratete Rifka, eine Tochter des Rabbis Naftali Sternbuch (1868–1937), der in Basel und St. Gallen für die Agudas Jisroel wirkte. Der Sohn Mosche Botschko (1917–2010) wurde als Rosch-Jeschiwa von seiner Schwester Miriam unterstützt. Der Schwager Yitzchok Sternbuch gründete 1941 mit seiner Frau Recha in Montreux einen Hilfsverein für jüdische Flüchtlinge.

## Schriften
- Das Palästinaproblem im Lichte der traditionellen und nationalen Parteien. Goldschmid, Basel 1918.
- Jiskaūr! Montreux 1942.
- Der Born Israels. Teil 1. Montreux 1944.
- Die gesammelten Schriften von Rabbiner E. Botschko. Jiskaur – Seelenspiegel und Der Born Israel. Morascha, Basel 2022, ISBN 978-3-906954-90-5.

## Belege
1. ↑  Rabbi Yerachmiel Eliyahu Botschko (Botzko). In: geni.com. Abgerufen am 14. Dezember 2022.
2. ↑  Zur Geschichte der jüdischen Gemeinde und der Jeschiwa Ez Chajim («Lebensbaum») in Montreux. Alemannia Judaica.
3. ↑  Unterredung mit Litwinow über die Religionsfreiheit in Rußland. In: Der Israelit. 30. Juli 1936 (Foto von Elijahu Botschko).

| Personendaten    | Personendaten                                     |
| ---------------- | ------------------------------------------------- |
| NAME             | Botschko, Elijahu                                 |
| ALTERNATIVNAMEN  | Botschko, Jerachmiel Elijahu (vollständiger Name) |
| KURZBESCHREIBUNG | Schweizer Rabbiner                                |
| GEBURTSDATUM     | 28. Januar 1888                                   |
| GEBURTSORT       | Chorzele, Russisches Kaiserreich                  |
| STERBEDATUM      | 12. Januar 1956                                   |
| STERBEORT        | Irland                                            |